# Kerivoula picta
Kerivoula picta es una especie de murciélago de la familia Vespertilionidae.

## Distribución geográfica
Se encuentra en Brunéi, China, Indonesia, Malasia, Nepal, Sri Lanka y Vietnam.